# باشگاه فوتبال سن پیرویسه
باشگاه فوتبال سن پیرویسه یا جی‌سی‌سی‌پی یک باشگاه فوتبال فرانسوی از سن-پیر، رئونیون است. برجسته ترین بازیکنان این تیم روژه میلا از تیم ملی فوتبال کامرون و ژان-پیر پاپن از تیم ملی فوتبال فرانسه هستند.

## افتخارات
- لیگ برتر رئونیون: ۲۱ قهرمانی
- جام حذفی رئونیون: ۱۱ قهرمانی
- جام دی‌اوام: ۳ قهرمانی

## بازیکنان برجسته
- دیدیه آگاتا
- نیکولاس النودجی
- ژان پیر باده
- الکساندرو بانوتیا
- الفردو بن نبوحانه
- الیوت گراندین
- ویلیام گروس
- گیوم اوئارو
- تیری ایسیمو
- روژه میلا
- پیوس ندیفی
- ژان-پیر پاپن
- دیمیتری پایت
- رودیسون
- جیبریل سیسه